# Remmidemmi
Remmidemmi (Neutrum Singular, andere Schreibungen: Remmi-Demmi, Remi-Demi) ist ein Wort der deutschen Umgangssprache und bedeutet „Durcheinander, Massenveranstaltung, Lärm, ausgelassenes Treiben, Streit, hin- und herwogender Kampf“. Eine ähnliche Bedeutung hat auch Ramba Zamba.

## Etymologie
Das Wort gilt als vor dem oder im 20. Jahrhundert entstanden. Seine Etymologie ist nicht geklärt. Vermutlich ist es eine Weiterentwicklung der lautmalerischen Bezeichnung Rammerdammer für den Steinmetz und Pflasterarbeiter. Die weitere Entwicklung zu Remmidemmi geschah dann wahrscheinlich unter dem Einfluss des in Norddeutschland verbreiteten Verbs rementen, ramenten, ramentern für „Unruhe verbreiten, lärmen, toben“.
Als semantisch verwandt oder auch in der Entstehung verwandt gilt außerdem das österreichisch-bairische Remisuri, Remasuri, Ramasuri „Ausgelassenheit der Kinder bei Abwesenheit der Eltern“, „Durcheinander, ärgerliche Vorkommnisse, Hast, geschäftiges Treiben“, das seit dem 18. Jahrhundert belegt sein und seinerseits auf Italienisch ramassare „sammeln, häufen“ oder aber auf oberitalienisch (piemontesisch) ramadán, rabadán „Lärm, Trubel“ zurückgehen soll, welches vermittelt über okzitanisch ramadan auf den arabischen Namen des islamischen Fastenmonats Ramadan zurückgeführt und in der Bedeutungsverschiebung zu „Lärm, Trubel“ mit den während der fastenfreien Zeiten und am Ende der Fastenzeit stattfindenden Familienfesten und Feierlichkeiten erklärt wird.
Da der arabische Name des Ramadan in der maghrebinischen Dialektform ramdam von französischen Kolonialsoldaten während der 1890er-Jahre im Maghreb in der Bedeutung „Lärm, Krach“ in die französische Soldatensprache entlehnt wurde und ramdam seither mit Redewendungen wie faire du ramdam (ungefähr: „Remmidemmi machen“) auch im Argot und der französischen Umgangssprache verbreitet ist, wurde zuweilen auch eine Entlehnung von Remmidemmi aus französisch ramdam erwogen.
Mit Remmidemmi in Verbindung gebracht wird auch die bairische Redensart Rama dama! „Räumen tun wir!“, „Lasst uns aufräumen!“, die der Münchner Oberbürgermeister Thomas Wimmer bei den Schutträumaktionen von 1949 zum populären Wahlspruch des Wiederaufbaus machte. In der Form Ramadama ist sie noch heute der Name einer jährlichen Aktion zum Einsammeln von Abfällen in Münchner Naturgebieten (siehe Abfallwirtschaftsbetrieb München).
Von der Gesellschaft für deutsche Sprache wurde die Herkunft des Wortes Remmidemmi 1987 als Preisaufgabe ausgeschrieben.

## Multimediale Verwendung

### Musik
In den 1980ern gab es Potpourri-Schallplatten mit den Begriffen „Remmidemmi“ oder „Ramba Zamba“ im Titel. Das Lied Remmidemmi (Yippie Yippie Yeah) der Hamburger Hip-Hop-Formation Deichkind belegte 2006 Platz 68 in den deutschen Singlecharts und blieb insgesamt 15 Wochen in den Top 100. Stefan Raab nutzte die Phrase „Rambo Zambo“, geäußert  vom CDU-Vorsitzenden Friedrich Merz, 2025 für seinen Song Rambo Zambo (Was is Bubatz?).

### Film
1984 entstand der Fernsehfilm Rambo Zambo, unter anderem mit Walter Sedlmayr in einer der Hauptrollen.